# Renuka Ravindran
Renuka Ravindran, née Rajagopalan (11 mai 1943- ) est une mathématicienne indienne. Elle est la première femme à être nommée doyenne de l'Indian Institute of Science.

## Biographie
Renuka Rajagopalan naît le 11 mai 1943. Elle étudie au Couvent de la Présentation puis au Women's Christian College à Chennai. En 1965, elle obtient un master en mathématiques de l'université de Madras, puis, en 1968, un doctorat de l'Indian Institute of Science en mathématiques appliquées et enfin, en 1973, un diplôme d'ingénieur en aérodynamique de l'École supérieure polytechnique de Rhénanie-Westphalie en Allemagne. 
En 1967, elle devient professeure et présidente du département de mathématique à l'Indian Institute of Science dont elle deviendra la première femme doyenne. Elle est également professeure invitée dans diverses universités, dont l'université technique de Kaiserslautern. Ses recherches sont orientées sur les ondes non linéaires et les fluides non newtoniens. 
Elle prend sa retraite en 2005.

## Quelques publications
- Prasad, P. & RAVINDRAN, RENUKA. (1977). A Theory of Non-linear Waves in Multi-dimensions: with Special Reference to Surface Water Waves. Ima Journal of Applied Mathematics - IMA J APPL MATH. 20. 9-20. 10.1093/imamat/20.1.9.
- Ravindran, R. & Prasad, P.. (1979). A mathematical analysis of nonlinear waves in a fluid filled visco-elastic tube. Acta Mechanica. 31. 253-280. 10.1007/BF01176853.
- Ramanathan, T. & Prasad, P. & Ravindran, R.. (1984). On the propagation of a weak shock front: Theory and application. Acta Mechanica. 51. 167-177. 10.1007/BF01177070.
- Ravindran, Renuka & Prasad, P.. (1993). On an infinite system of compatibility conditions along a shock ray. The Quarterly Journal of Mechanics and Applied Mathematics. 46. 10.1093/qjmam/46.1.131.
- Lazarev, M. & Ravindran, R. & Prasad, P.. (1998). Shock propagation in gas dynamics: Explicit form of higher order compatibility conditions. Acta Mechanica. 126. 139-151. 10.1007/BF01172804.
- Ravindran, R.. (1999). Two term approximation of a model equation using the new theory of shock dynamics. Applied Mathematics Letters. 12. 1-5. 10.1016/S0893-9659(99)00070-1[5].